# Gary Gygax
Pour les articles homonymes, voir Gygax.
Œuvres principales
- Dungeons and Dragons
- La Saga de Gord (Gord the Rogue (en))

Gary Gygax [ˈgaɪ.gæks], né le 27 juillet 1938 à Chicago et mort le 4 mars 2008 à Lake Geneva, est un écrivain américain et un concepteur de jeux dans le domaine du jeu de rôle sur table.
Il est surtout connu pour avoir coécrit, avec Dave Arneson, le premier et le plus célèbre jeu de rôle sur table : Donjons et Dragons (abrév. D&D ; en anglais : Dungeons & Dragons).
En France, Gygax est souvent considéré comme le père du jeu de rôle moderne, ayant rédigé les règles du premier jeu de rôle sur table publié, à partir de l'expérience de jeu que lui a présenté Dave Arneson dont le rôle est moins reconnu,.

## Biographie

### Jeunesse
Pendant son enfance et son adolescence, Gary Gygax développe un intérêt pour les jeux et les récits de fantasy et de science-fiction. Dès l'âge de 5 ans, il joue à des jeux de cartes comme le pinochle (sorte de belote) et à des jeux de plateau tels que les échecs. Il joue ensuite, à partir de sa dixième année, à des sortes de grandeur nature avec des amis, l'un d'entre eux assumant le rôle d'arbitre. À partir de sa quinzième année, en 1953, il joue à des jeux de guerre miniatures avec son meilleur ami Don Kaye.
À l'âge de 19 ans, après avoir arrêté ses études secondaires, il suit des cours du soir, notamment en anthropologie, à l'université de Chicago. Un an plus tard, en 1958, il abandonne ses études après s'être marié pour travailler à temps plein comme courtier d'assurances.
Il continue à jouer à des jeux de simulation de guerre, dont un jeu de combat de tanks pendant la Seconde Guerre mondiale, avec ses amis de la Lake Geneva Tactical Studies Association, ainsi qu'avec d'autres joueurs américains par courrier.

### Auteur de jeux de rôle
En 1971, Gary Gygax publie son premier jeu, Chainmail, écrit avec Jeff Perren, un wargame avec des figurines médiévales avec une annexe fantastique inspirée du Seigneur des anneaux. Une partie des mécaniques de résolution seront reprises par la suite dans Dungeons & Dragons.
En 1970, il fonde avec Rob Kuntz et Jeff Perren (en) la Castle & Crusade Society (en), affiliée à l'International Federation of Wargaming (en) et dédiée au jeu de guerre miniature médiéval. Dave Arneson se joint à eux peu après. À la fin novembre 1972, Arneson présente à Gygax une nouvelle expérience de jeu qu'il est en train d'expérimenter (la campagne Blackmoor). Gygax comprend l'aspect extrêmement innovateur du jeu de rôle sur table. Ils commencent immédiatement à collaborer pour développer un jeu. Gygax teste le jeu avec deux de ses enfants Ernie et Elise dans un monde qu'il nomme Greyhawk. Après avoir agrandi son groupe de jeu et envoyé les règles pour des tests, il rassemble ses notes avec celles de Dave Arneson pour publier en janvier 1974 la première version de Dungeons & Dragons.
Le jeu est publié grâce à la compagnie Tactical Studies Rules (TSR, Inc.) qu'il a fondée en 1973 avec Don Kaye et qui a été refinancée par Brian Blume. Hélas, Kaye décède prématurément d'une attaque cardiaque en janvier 1975.
Gygax publie ses notes de campagne du monde de Faucongris (Greyhawk, 1975, 1980, 1983) et divers suppléments de D&D qui grandit en popularité. Il écrit d'autres jeux de rôles (comme Boot Hill, un jeu de rôle de duels de western en 1975) et lance le magazine The Strategic Review qui deviendra The Dragon.
Après un différend avec Dave Arneson, il rédige une nouvelle version des règles de D&D, Advanced Dungeons & Dragons ou AD&D (1977).
En 1985, Gygax est démis de ses fonctions de président de la compagnie TSR. En 1986, il quitte TSR en ne conservant que quelques droits sur ses romans se déroulant dans son univers de Greyhawk (La Saga de Gord) et sur les personnages qui sont des anagrammes de son nom. Il perd les droits sur toutes les autres créations qu'il a faites au sein des gammes D&D et AD&D. La seconde édition d’AD&D le mentionne à peine.
Dans une interview avec le magazine Casus Belli en 1989, Gygax indique qu'il a cessé toutes relations avec TSR depuis 1985.
En 1992, il tente de lancer un nouveau jeu médiéval fantastique, Dangerous Journeys (en) édité par Game Designers' Workshop (GDW), ce qui lui vaut un procès de son ancien employeur pour plagiat (les initiales du nom original, « Dangerous Dimensions », étant trop similaires avec celles de Donjons et Dragons ; le titre sera ensuite changé en « Dangerous Journeys »), ce qui finalement entraîne la fin de la production du système de jeu. Il renouvelle l'expérience de création d'un jeu original en 1999 avec Lejendary Adventures (en), édité par Hekaforge Productions (en) et Troll Lord Games. Trois mois après la mort de Gygax en 2008, sa veuve Gail fera retirer toutes les licences de Troll Lord et Hekaforge, qui est depuis épuisé.
Quand TSR est racheté par Wizards of the Coast, Gary Gygax y écrit parfois dans les revues associées sur la troisième édition de D&D, en auteur indépendant.
En 2008, il participe au film Futurama: Bender's Game mais meurt avant la sortie du film.

### Mort
Gary Gygax meurt le 4 mars 2008 à son domicile à l'âge de 69 ans. Malade de longue date, il souffrait en particulier d'un anévrisme cardiaque incurable. De nombreux hommages lui sont rendus par des employés de l'ex-TSR, mais aussi par des centaines de fans à travers le monde.

## Jeux

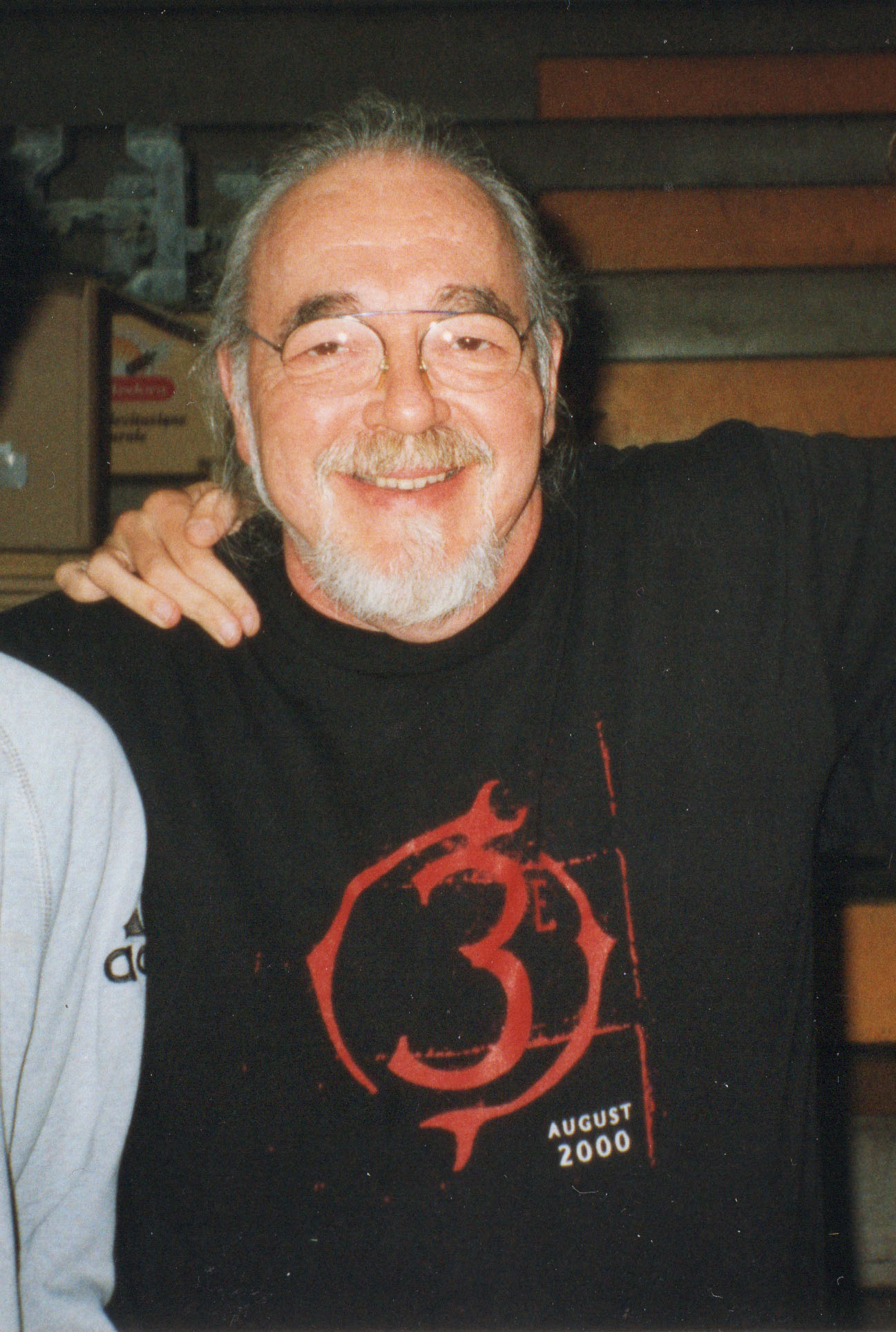
Gary Gygax en 1999 à la ModCon Game Fair, à Modène en Italie.
Son t-shirt arbore une publicité pour l’édition 3.0 de D&D, annoncé pour l'année suivante.

Gary Gygax a créé ou participé à la création des jeux suivants :
- Chainmail, avec Jeff Perren (en) (1971) ;
- Donjons et Dragons, avec Dave Arneson (1974) et le décor de campagne de Greyhawk (1975) ;
- Boot Hill, avec Brian Blume (1975) ;
- Cyborg Commando (en), avec Kim Mohan et Frank Mentzer (1987) ;
- Dangerous Journeys (en) (1992) ;
- Lejendary Adventure (en) (1999) ;
- Castles & Crusades (2004).

## Essais et aides de jeux
- Role-playing mastery Perigee books (1987)
- Master of the game Perigee books (1989)

Série Gygaxian Fantasy Worlds, il est l'auteur des trois premiers volumes et associé en tant qu'éditeur pour le reste de la série.
- Vol. I - Gary Gygax's The Canting Crew (2002)[19]
- Vol. II - Gary Gygax's World Builder (2002)[19]
- Vol. III - Gary Gygax's Living Fantasy (2003)[19]
- Vol. IV - Gary Gygax's Extraordinary Book of Names (2004)[19]
- Vol. V - Gary Gygax's Insidiae (2004)[19]
- Vol. VI - Gary Gygax's Nation Builder (2005)[19]
- Vol. VII - Gary Gygax's Cosmos Builder (2006)[19]
- Vol. VIII - Gary Gygax's Essential Places (2008)[19]

## Livres jeux
Série Sagard the Barbarian (en) co-écrit avec Flint Dille.
- Green Hydra (1985)
- Ice Dragon (1985)
- Crimson Sea (1985)
- Fire Demon (1986)

## Romans
- Handbook of the monsters  (1977-1978)
- Saga of Old City (1985)
- Artifact of Evil (1986)
- City of Hawks (1987)
- Night Arrant collection (1987)
- Sea of Death (1987)
- Come Endless Darkness (1988)
- Dance of Demons (1988)
- The Anubis Murders (1992)
- The Samarkand Solution (1993)
- Death in Delhi (1993)

## Distinctions

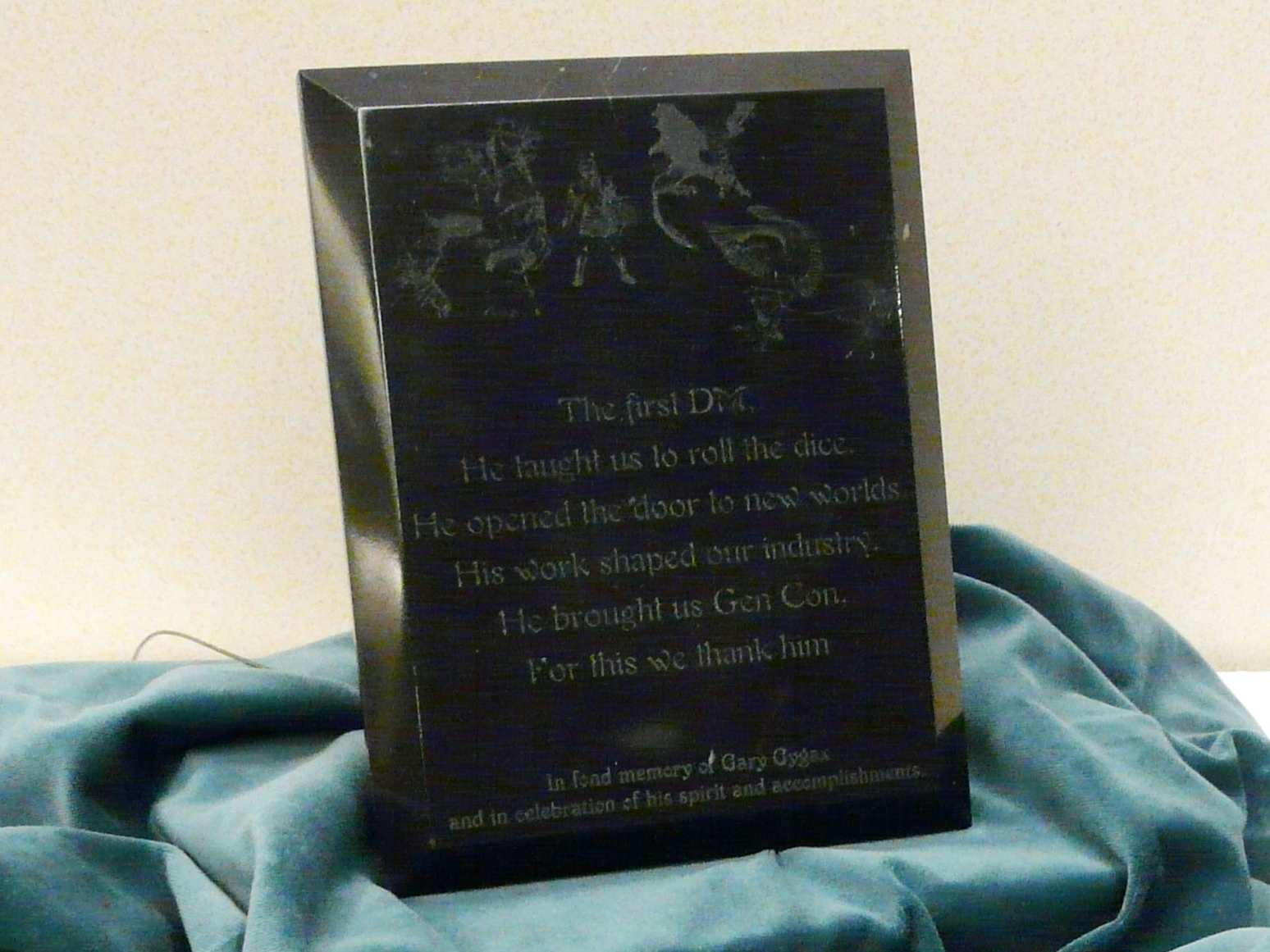
Plaque commémorative de Gary Gygax lors de la Gen Con 2008. Il est écrit :
The first DM,
He taught us to roll the dice.
He opened the door to new worlds.
His work shaped our industry.
He brought us Gen Con,
For this we thank him.
In fond memory of Gary Gygax
and in celebration of his spirit and accomplishments.

### Récompenses
Gary Gygax a reçu de nombreuses récompenses relatives aux jeux :
- Strategists Club's « Outstanding Designer & Writer » pour la création de D&D[20] ;
- Academy of Adventure Gaming Arts & Design Origins Award Hall of Fame 1980[21] ;
- quatre fois vainqueur du Games Day's « Best Games Inventor » (1979-82) ;
- GenCon 2007 (40e anniversaire), Premiere Guest of Honor[22].

### Hommages
- En 1999, le magazine spécialisé Pyramid (en) classe Gary Gygax comme l'une des personnalités les plus influentes du millénaire « dans le domaine du jeu d'aventure »[23].
- En mars 2002, le site spécialisé GameSpy le classe 18e ex æquo avec J. R. R. Tolkien dans sa liste des « 30 personnalités les plus influentes du monde du jeu vidéo »[24].
- En 2004, le magazine Sync le classe 1er dans sa liste des « 50 Biggest Nerds of All Time » (« les 50 plus grands nerds de tous les temps »)[25].
- En 2005, le magazine SFX le classe 37e dans sa liste des « 50 plus grands pionniers de la science-fiction »[26].
- En 2005, une souche de bactéries, Arthronema gygaxiana PS nov. UTCC393, est nommée en son honneur[27].
- En 2022, un village de France, Bertric Burée en Dordogne (24), a inauguré la nouvelle ruelle Gary Gygax en organisant un weekend dédié au jeu de rôle Donjon et Dragons et a dévoilé la plaque lors des RPGG (Ruelle Pour Gary Gygax).